# Dricksvatten

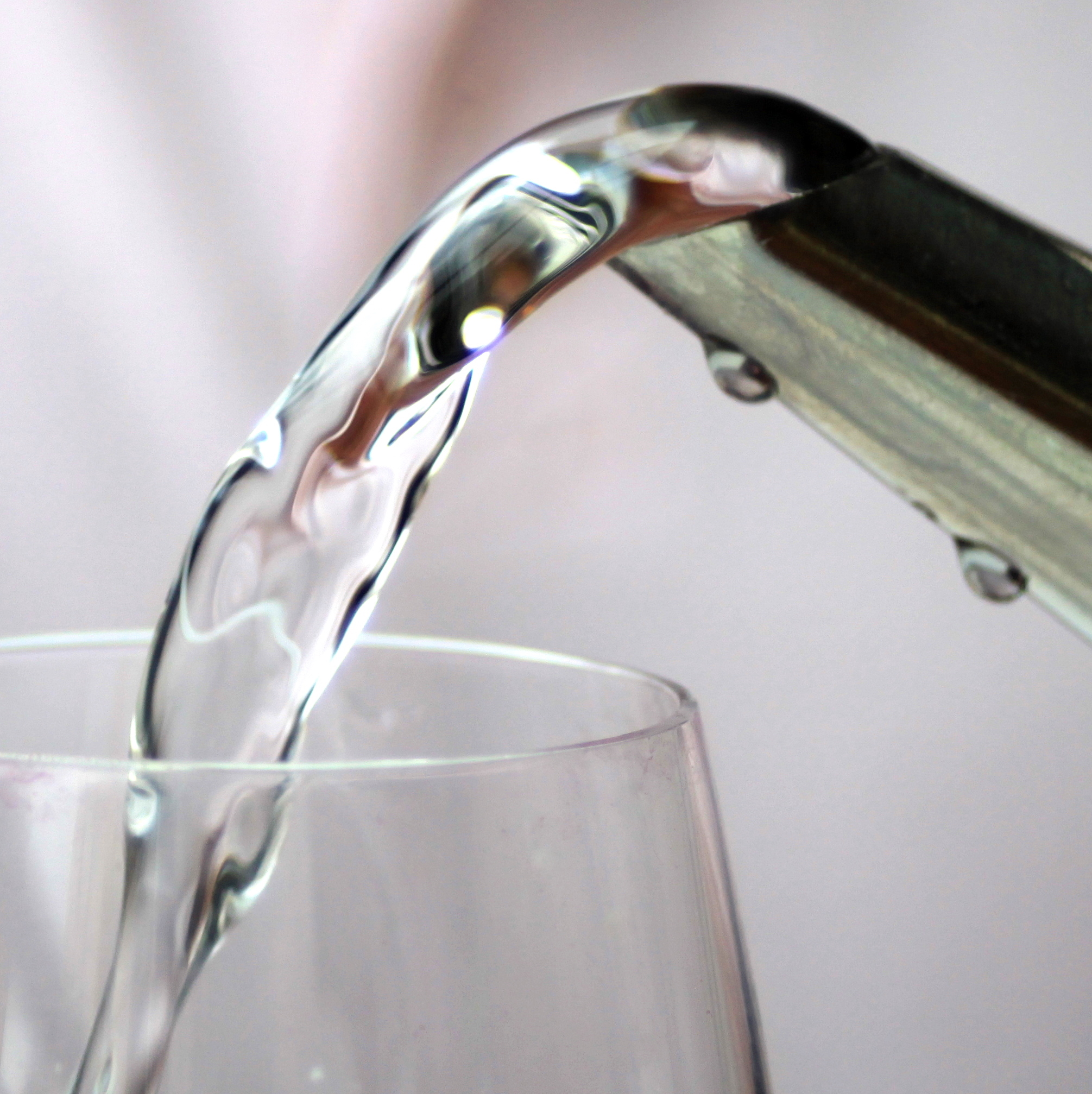
Dricksvatten som hälls upp.

Dricksvatten är sötvatten avsett att drickas av människor, alternativt användas i matlagning eller hantering av mat. I många länder levereras dricksvatten direkt till hushållen i form av kranvatten, vatten som också används för disk, tvätt, bevattning, jordbruk och mycket annat för att så småningom bli spillvatten, dagvatten och andra former av avloppsvatten. Kranvatten är inte tjänligt som dricksvatten överallt. I stora delar av världen köper människor buteljerat dricksvatten – så kallat bordsvatten eller mineralvatten.

## Kvalitetskrav
För att räknas som drickbart vatten måste vatten uppfylla vissa kvalitetskrav, och kvalitetskrav som ser olika ut i olika delar av världen. Världshälsoorganisationen (WHO) är det FN-organ som fastställer den internationella standarden för dricksvatten, men många av världens färskvattentillgångar uppfyller inte dessa krav och utgör därför en hälsofara för många människor. År 2000 saknade 37 procent av befolkningen i utvecklingsländerna tillgång till tjänligt vatten vilket gör att sjukdomar sprids. I Sverige är det Livsmedelsverket som bestämmer vilka krav som ska ställas på dricksvattnets kvalitet och i USA regleras det i den federala lagen Safe Drinking Water Act med Environmental Protection Agency som ansvarig federal myndighet.
Dricksvattnet kallas även för tappvatten, medan vattenresursen i dess obearbetade skick kan benämnas råvatten. Kommunalt distribuerat tappvatten kan benämnas kranvatten. Tappvattnet har krav på temperaturer på grund av legionella. Legionella är en bakterie som är vilande under 20 grader Celsius och dör över 50 grader Celsius. Vid temperatur 20-45 grader Celsius förökar sig legionellan snabbt. Den kommer in i andningsvägarna och lungorna via aerosoler. Att dricka legionellahaltigt vatten anses inte vara farligt, utan det är när man till exempel duschar i legionellahaltigt vatten som det kan vara hälsovådligt. 
Krav på temperaturer är att tappkallvattnet får inte överstiga 20 grader Celsius. Tappvarmvattnet får inte understiga 50 grader Celsius och får ej överstiga 60 grader Celsius på grund av skållning.     

## Tillgång på dricksvatten

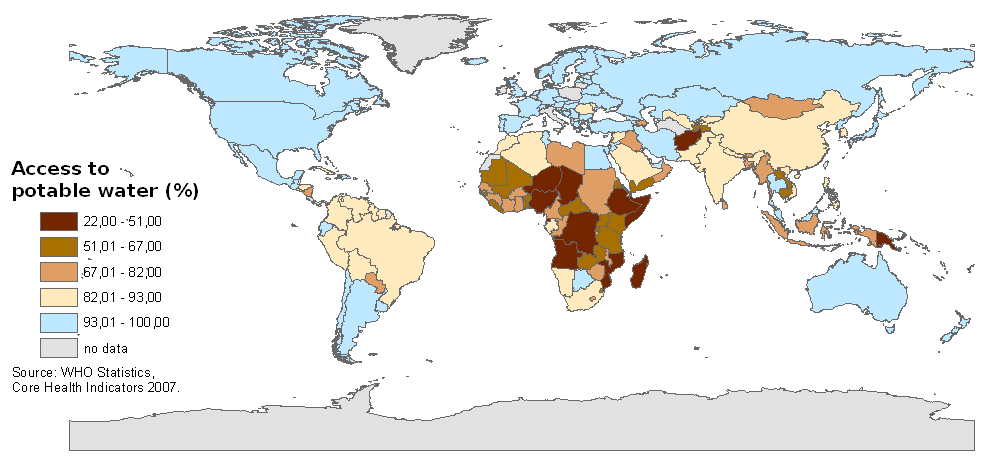
Översikt över tillgången till rent dricksvatten.

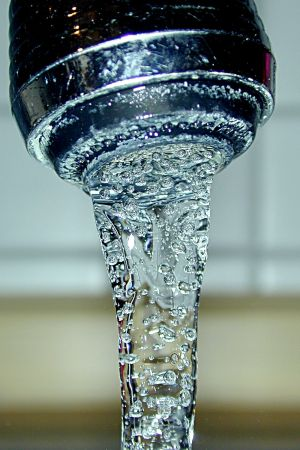
I många länder är dricksvatten tillgängligt direkt ur kranen.

Tillgången på dricksvatten är en av de viktigaste begränsande faktorer för hur många människor som kan leva på jorden. Överbefolkning gör att tillgången på dugligt dricksvatten i många utvecklingsländer är ett akut problem. Dricksvatten har traditionellt räknats som en lågt värderad förnybar resurs, men den bristande tillgången håller på att göra dricksvatten till en viktig handelsvara som kan transporteras långa sträckor till tätbefolkade regioner där efterfrågan är hög. Till och med så kallat fossilt vatten, vatten i djupt liggande akviferer som inte ingår i vattnets kretslopp, har börjat utvinnas genom ren gruvdrift. I till exempel Israel/Palestina utgör tillgången till dricksvatten en mycket känslig politisk fråga. Afrika har länge varit den kontinent där bristen på dricksvatten har varit störst och i flera afrikanska länder saknar miljontals människor tillgång till dricksvatten (Sudan 12,3 miljoner, Zimbabwe 2,7 miljoner, Tunisien 2,1 miljoner, etc). 2015 förväntas dock den växande befolkningen i Asien ha skapat ett betydligt större underskott på vatten. Enligt FN saknar 1,1 miljarder människor tillgång till tjänligt vatten.
Människan kan överleva i flera veckor utan mat men bara i några dagar utan dricksvatten.
| År   | Antal personer med förbättrade vattenkällor | Antal personer utan förbättrade vattenkällor |
| ---- | ------------------------------------------- | -------------------------------------------- |
| 1990 | 4039554769                                  | 1270112930                                   |
| 1991 | 4139608907                                  | 1258719846                                   |
| 1992 | 4242980610                                  | 1242134666                                   |
| 1993 | 4339529700                                  | 1230515680                                   |
| 1994 | 4448544159                                  | 1204771734                                   |
| 1995 | 4549627361                                  | 1185495723                                   |
| 1996 | 4650180020                                  | 1165212285                                   |
| 1997 | 4750000952                                  | 1144154153                                   |
| 1998 | 4851052995                                  | 1120829830                                   |
| 1999 | 4952690631                                  | 1096514572                                   |
| 2000 | 5054308629                                  | 1072313492                                   |
| 2001 | 5156305581                                  | 1048005158                                   |
| 2002 | 5260198011                                  | 1022103756                                   |
| 2003 | 5364611787                                  | 996152896.5                                  |
| 2004 | 5470895112                                  | 968947295.9                                  |
| 2005 | 5577315377                                  | 942320472.7                                  |
| 2006 | 5685429800                                  | 914790446.6                                  |
| 2007 | 5795046518                                  | 886560802                                    |
| 2008 | 5904447270                                  | 859285608.7                                  |
| 2009 | 6015565877                                  | 830913643.9                                  |
| 2010 | 6125431789                                  | 804293254.3                                  |
| 2011 | 6234624446                                  | 778802605.6                                  |
| 2012 | 6351513693                                  | 745986760.1                                  |
| 2013 | 6467986711                                  | 713728427.8                                  |
| 2014 | 6579332711                                  | 686453234.7                                  |
| 2015 | 6686016809                                  | 663455290.2                                  |